# Джоузи Силвър
Джоузи Силвър (на английски: Josie Silver) е английска писателка на произведения в жанра любовен роман. Пише романтични и паранормални комедии и чиклит под псевдонима Кат Френч (Kat French) и секси любовни романи под псевдонима Кити Френч (Kitty French), като и разкази като Катина Л. Френч.

## Биография и творчество
Джоузи Силвър е родена през 1972 г. в Улвърхамптън, Англия. Запалена читателка на романтична литература от ранна възраст.
След дипломирането си работи като специалист по човешки ресурси. Заедно с работа си, по време на отпуск по майчинство, започва да пише.
Кариерата ѝ започва, когато участва в годишния конкурс за писане на издателство „Mills & Boon“ през 2009 г. и е класирана на второ място, поради което може да работи с редактор в продължение на 12 месеца и да развие идеята си в книга. В резултат част от романа ѝ „Undertaking Love“ (Поемане на любов) е публикуван на сайта на издателството, а впоследствие е издаден през 2014 г. под псевдонима Кат Френч. През 2012 г. напуска работа и се посвещава на писателската си кариера, а съпругът ѝ поема домакинските задължения.
Първият ѝ разказ „Bitter Cold“ е публикуван през 2013 г. През същата година е издаден и първият ѝ еротичен роман „Knight and Play“ от поредицата „Рицар АД“ под псевдонима Кити Френч.
Любовният ѝ роман „Един ден през декември“ е издаден през 2018 г. В снежен декемврийски ден Лори вижда през прозореца на автобуса чакащ на спирката мъж, в когото се влюбва от пръв поглед, на автобусът потегля. В продължение на година прави опити да го срещне отново. Романът става бестселър и я прави известна.
Джоузи Силвър живее със семейството си във викторианска къща в предградието Тътънхол Ууд на Улвърхамптън.

## Произведения

### Като Джоузи Силвър

#### Самостоятелни романи
- One Day in December (2018)
Един ден през декември, изд.: ИК „Ибис“, София (2018), прев. Вихра Манова
- The Two Lives of Lydia Bird (2019)

### Като Кат Френч

#### Самостоятелни романи
- Undertaking Love (2014)
- The Piano Man Project (2015)
- One Hot Summer (2016)
- The Bed and Breakfast on the Beach (2017)
- A Summer Scandal (2018)

#### Новели
- The Stained Glass Heart (2015)

#### Сборници
- Love, Maybe? (2015) – с Клаудия Карол, Катрин Фъргюсън, Фиона Гибсън, Ела Харпър, Деби Джонсън, Джил Пол, Марни Рич, Бет Томас и Джулия Уилямс

### Като Кити Френч

#### Самостоятелни романи
- Genie (2015)
- Melody Bittersweet and The Girls' Ghostbusting Agency (2016)

#### Серия „Рицар АД“ (Knight)
1. Knight and Play (2013)
2. Knight and Stay (2013)
3. Knight and Day (2013)

#### Серия „Мистерии от Чапелуик“ (Chapelwick Mysteries)
1. The Skeletons of Scarborough House (2017)
2. Mystery at Maplemead Castle (2017)

#### Новели
- Wanderlust (2013)
- Knight and Sleigh (2015)

#### Сборници
- Love In Transit (2017) – с Жана Астън, Ейнсли Бут, Б. Дж. Харви, Рейн Милър и Лив Морис

### Като Катина Френч

#### Разкази
- Bitter Cold (2013)
- The Reason We Can't Have Nice Things (2014)
- What a Princess Wants (2015)